# Kuurne-Bruselas-Kuurne
La Kuurne-Bruselas-Kuurne (oficialmente Kuurne-Brussels-Kuurne) es una carrera de un día profesional de ciclismo en ruta que se disputa en la región de Flandes, en Bélgica. Se celebra tradicionalmente el último domingo de febrero, y pertenece, desde 2020, al calendario UCI ProSeries dentro de la categoría 1.Pro.
Se disputó por primera vez en 1945. Desde entonces, se ha celebrado anualmente excepto en 1986, 1993 y 2013 debido al mal tiempo.
Es la segunda carrera del "fin de semana de apertura" belga. Se la considera la hermana pequeña de la Omloop Het Nieuwsblad. Normalmente los corredores que participan en ella son los mismos que en la Omloop.
Con tres triunfos (2007, 2009 y 2014), Tom Boonen es el corredor más laureado de la carrera.
Está organizado por el Sporting Club Kuurne.

## Historia
La Kuurne se creó en 1945 por el Sporting Club Kuurne. Durante los primeros años, la carrera se llevó a cabo en junio pero en 1949 se trasladó al mismo fin de semana que Omloop Het Volk (actual Omloop Het Nieuwsblad) para crear más aliciente a la etapa previa al Tour de Flandes.
Inicialmente la clásica se organizó bajo el nombre de Omloop van Kuurne pero a partir del año 1947 pasó a denominarse Kuurne-Bruselas-Kuurne, nombre actual de la prueba.

## Palmarés
| Año                                         | Ganador                       | Segundo                | Tercero                  |
| ------------------------------------------- | ----------------------------- | ---------------------- | ------------------------ |
| Omloop van Kuurne                           |                               |                        |                          |
| 1945                                        | Valère Ollivier               | Albert Ramon           | Albert Decin             |
| 1946                                        | Henri Delmuyle                | Arthur Mommerency      | Albert Paepe             |
| Kuurne-Brussels-Kuurne                      |                               |                        |                          |
| 1947                                        | André Pieters                 | André Rosseel          | Omer Mommerency          |
| 1948                                        | Achille Buysse                | André Pieters          | Roger Cnockaert          |
| 1949                                        | Albert Decin                  | Valère Ollivier        | Arthur Mommerency        |
| 1950                                        | Valère Ollivier               | Albert Decin           | André Declerck           |
| 1951                                        | André Declerck                | Maurice Blomme         | Albert Decin             |
| 1952                                        | André Maelbrancke             | Albert Lambert         | Basiel Wambeke           |
| 1953                                        | Léopold Degraeveleyn          | André Pieters          | René Mertens             |
| 1954                                        | Leon Van Daele                | René Oreel             | Boudewijn Devos          |
| 1955                                        | Jef Planckaert                | René Mertens           | Henri Denys              |
| 1956                                        | Henri Denys                   | Wim Van Est            | Albéric Schotte          |
| 1957                                        | Joseph Verhelst               | Leon Van Daele         | Norbert Kerckhove        |
| 1958                                        | Gilbert Desmet                | Karel De Baere         | Marcel Rijckaert         |
| 1959                                        | Gentil Saelens                | Arthur Decabooter      | Maurice Meuleman         |
| 1960                                        | Jef Planckaert                | Francis Pipelin        | Henri De Wolf            |
| 1961                                        | Leon Van Daele Fred de Bruyne |                        | André Noyelle            |
| 1962                                        | Piet Rentmeester              | Robert De Middeleir    | Romain Van Wijnsberghe   |
| 1963                                        | Noël Foré                     | Leon Van Daele         | Willy Bocklandt          |
| 1964                                        | Arthur Decabooter             | Tom Simpson            | Frans Melckenbeeck       |
| 1965                                        | Guido Reybrouck               | Vincent Denson         | Bernard Van de Kerckhove |
| 1966                                        | Gustaaf De Smet               | Robert De Middeleir    | Norbert Kerckhove        |
| 1967                                        | Daniel van Ryckeghem          | Eric Demunster         | Walter Boucquet          |
| 1968                                        | Eric Leman                    | Daniel van Ryckeghem   | Edward Sels              |
| 1969                                        | Freddy Decloedt               | Noël Vantyghem         | Emiel Lambrecht          |
| 1970                                        | Roger de Vlaeminck            | Eric Leman             | Daniel van Ryckeghem     |
| 1971                                        | Roger de Vlaeminck            | Eric Leman             | Frans Verbeeck           |
| 1972                                        | Gustaaf Van Roosbroeck        | Noël Van Clooster      | Willy Planckaert         |
| 1973                                        | Walter Planckaert             | Freddy Maertens        | Tino Tabak               |
| 1974                                        | Wilfried Wesemael             | Eddy Verstraeten       | Cyrille Guimard          |
| 1975                                        | Frans Verhaegen               | Tino Tabak             | Freddy Maertens          |
| 1976                                        | Frans Verhaegen               | Franky De Gendt        | Hervé Vermereen          |
| 1977                                        | Patrick Sercu                 | Walter Planckaert      | Dietrich Thurau          |
| 1978                                        | Patrick Lefevere              | Ludo Delcroix          | Walter Planckaert        |
| 1979                                        | Walter Planckaert             | Alfons Van Katwijk     | Jean-Luc Vandenbroucke   |
| 1980                                        | Jan Raas                      | Ludo Peeters           | Sean Kelly               |
| 1981                                        | Joseph Jacobs                 | Jean-Luc Vandenbroucke | Hubert Linard            |
| 1982                                        | Gregor Braun                  | Eddy Planckaert        | Sean Kelly               |
| 1983                                        | Jan Raas                      | Sean Kelly             | Eddy Planckaert          |
| 1984                                        | Jos Lammertink                | Walter Planckaert      | Marc Dierickx            |
| 1985                                        | William Tackaert              | Marc Sergeant          | Gerrit Solleveld         |
| 1986 edición anulada a causa del mal tiempo |                               |                        |                          |
| 1987                                        | Ludo Peeters                  | Johan Lammerts         | Dirk Demol               |
| 1988                                        | Hendrik Redant                | Noël Segers            | Jelle Nijdam             |
| 1989                                        | Edwig van Hooydonck           | Mauro Gianetti         | Johan Devos              |
| 1990                                        | Hendrik Redant                | Jelle Nijdam           | Davis Phinney            |
| 1991                                        | Johnny Dauwe                  | Jean Paul van Poppel   | Hendrik Redant           |
| 1992                                        | Olaf Ludwig                   | Christophe Capelle     | Johan Museeuw            |
| 1993 edición anulada a causa del mal tiempo |                               |                        |                          |
| 1994                                        | Johan Museeuw                 | Johan Capiot           | Olaf Ludwig              |
| 1995                                        | Frédéric Moncassin            | Hendrik Redant         | Andrea Peron             |
| 1996                                        | Rolf Sørensen                 | Frédéric Moncassin     | Gianluca Pianegonda      |
| 1997                                        | Johan Museeuw                 | Stéphane Barthe        | Bruno Boscardin          |
| 1998                                        | Andréi Chmil                  | Frank Vandenbroucke    | Emmanuel Magnien         |
| 1999                                        | Jo Planckaert                 | Johan Museeuw          | Andréi Chmil             |
| 2000                                        | Andréi Chmil                  | Geert Van Bondt        | Jaan Kirsipuu            |
| 2001                                        | Peter van Petegem             | Hans De Clercq         | Jo Planckaert            |
| 2002                                        | Jaan Kirsipuu                 | Serge Baguet           | Enrico Cassani           |
| 2003                                        | Roy Sentjens                  | Leif Hoste             | Volker Ordowski          |
| 2004                                        | Steven de Jongh               | Paolo Bettini          | Gerben Löwik             |
| 2005                                        | George Hincapie               | Kevin Van Impe         | Bert Roesems             |
| 2006                                        | Nick Nuyens                   | Leif Hoste             | Tom Boonen               |
| 2007                                        | Tom Boonen                    | Marcel Sieberg         | Iljo Keisse              |
| 2008                                        | Steven de Jongh               | Sebastian Langeveld    | Matthew Goss             |
| 2009                                        | Tom Boonen                    | Bernhard Eisel         | Jeremy Hunt              |
| 2010                                        | Bobbie Traksel                | Rick Flens             | Ian Stannard             |
| 2011                                        | Christopher Sutton            | Yauheni Hutarovich     | André Greipel            |
| 2012                                        | Mark Cavendish                | Yauheni Hutarovich     | Kenny van Hummel         |
| 2013 edición anulada a causa del mal tiempo |                               |                        |                          |
| 2014                                        | Tom Boonen                    | Moreno Hofland         | Sep Vanmarcke            |
| 2015                                        | Mark Cavendish                | Alexander Kristoff     | Elia Viviani             |
| 2016                                        | Jasper Stuyven                | Alexander Kristoff     | Nacer Bouhanni           |
| 2017                                        | Peter Sagan                   | Jasper Stuyven         | Luke Rowe                |
| 2018                                        | Dylan Groenewegen             | Arnaud Démare          | Sonny Colbrelli          |
| 2019                                        | Bob Jungels                   | Owain Doull            | Niki Terpstra            |
| 2020                                        | Kasper Asgreen                | Giacomo Nizzolo        | Alexander Kristoff       |
| 2021                                        | Mads Pedersen                 | Anthony Turgis         | Thomas Pidcock           |
| 2022                                        | Fabio Jakobsen                | Caleb Ewan             | Hugo Hofstetter          |
| 2023                                        | Tiesj Benoot                  | Nathan Van Hooydonck   | Matej Mohorič            |
| 2024                                        | Wout van Aert                 | Tim Wellens            | Oier Lazkano             |
| 2025                                        | Jasper Philipsen              | Olav Kooij             | Hugo Hofstetter          |

Notas:

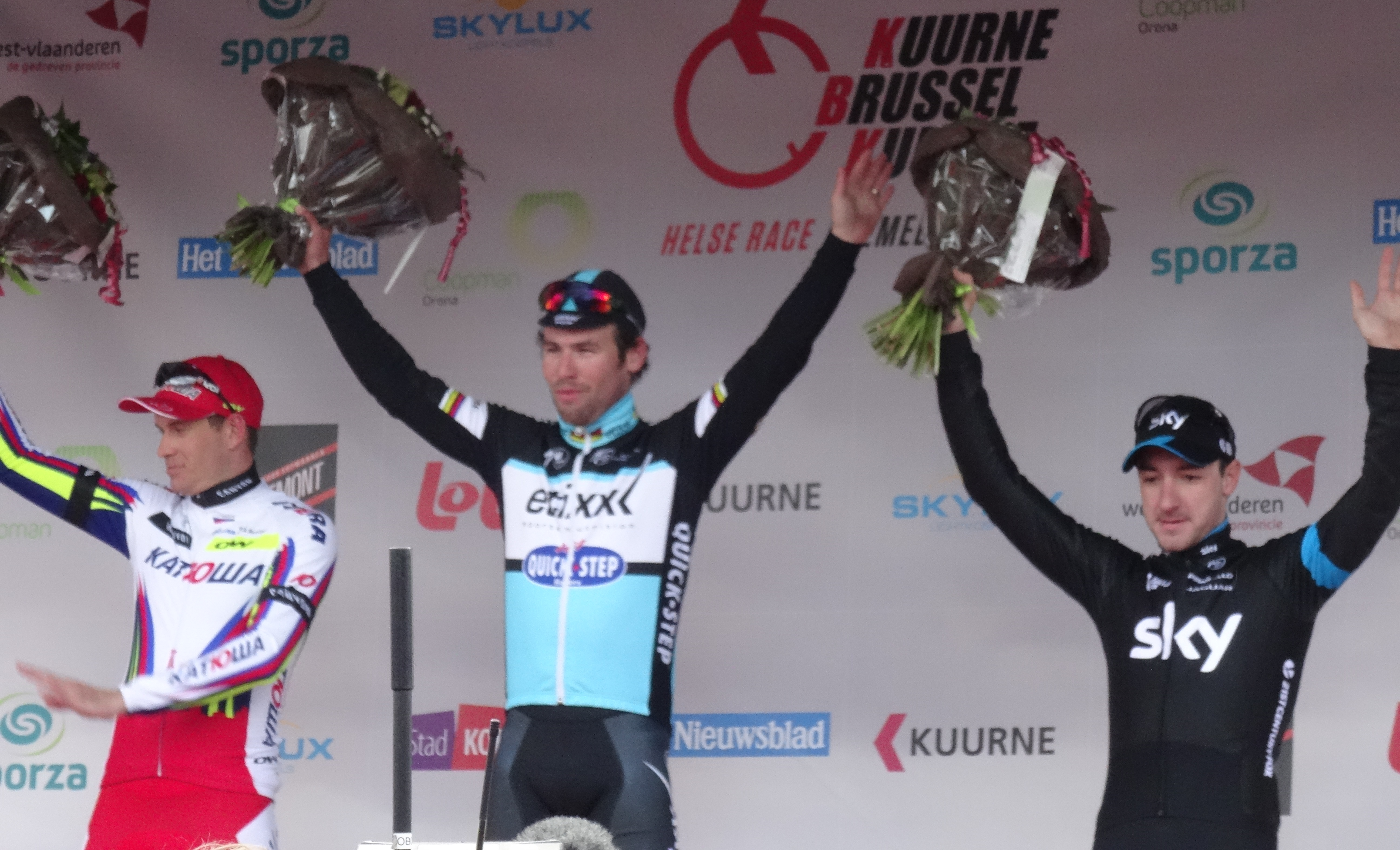
Podio de la edición de 2015

- En la edición 1961, se presentó un empate en el primer lugar entre los belgas Leon Van Daele y Fred De Bruyne.[9][10]
- En la edición 2005, George Hincapie fue inicialmente el ganador de la carrera, pero los resultados obtenidos entre 31/5/2004 y 31/7/2006 fueron anulados debido a su confesión por dopaje en el marco del caso contra el US Postal y el ciclista Lance Armstrong (Ver: George Hincapie-confesión sobre dopaje)

## Estadísticas

### Más victorias
| Ciclista           | Victorias | Años              |
| ------------------ | --------- | ----------------- |
| Tom Boonen         | 3         | 2007, 2009 y 2014 |
| Valère Ollivier    | 2         | 1945 y 1950       |
| Jef Planckaert     | 2         | 1955 y 1960       |
| Leon Van Daele     | 2         | 1954 y 1961       |
| Roger De Vlaeminck | 2         | 1970 y 1971       |
| Frans Verhaegen    | 2         | 1975 y 1976       |
| Walter Planckaert  | 2         | 1973 y 1979       |
| Jan Raas           | 2         | 1980 y 1983       |
| Hendrik Redant     | 2         | 1988 y 1990       |
| Johan Museeuw      | 2         | 1994 y 1997       |
| Andréi Chmil       | 2         | 1998 y 2000       |
| Steven de Jongh    | 2         | 2004 y 2008       |
| Mark Cavendish     | 2         | 2012 y 2015       |

### Victorias consecutivas
- Dos victorias seguidas:
  -  Roger De Vlaeminck (1970 y 1971)
  -  Frans Verhaegen (1975 y 1976)

En negrilla corredores activos.

## Palmarés por países
| País           | Victorias | Último vencedor            |
| -------------- | --------- | -------------------------- |
| Bélgica        | 56        | Jasper Philipsen en 2025   |
| Países Bajos   | 10        | Fabio Jakobsen en 2022     |
| Dinamarca      | 3         | Mads Pedersen en 2021      |
| Alemania       | 2         | Olaf Ludwig en 1992        |
| Reino Unido    | 2         | Mark Cavendish en 2015     |
| Francia        | 1         | Frédéric Moncassin en 1995 |
| Australia      | 1         | Christopher Sutton en 2011 |
| Estados Unidos | 1         | George Hincapie en 2005    |
| Eslovaquia     | 1         | Peter Sagan en 2017        |
| Estonia        | 1         | Jaan Kirsipuu en 2002      |
| Luxemburgo     | 1         | Bob Jungels en 2019        |

En negrilla corredores activos.

1. ↑  Incluye el resultado de 1961.
2. ↑  Edición 2005 declarada desierta por dopaje.